# Harry de Sussex
Pour les articles homonymes, voir Harry, Sussex (homonymie), Duc de Sussex et Comte de Dumbarton.
Signature
Le prince Henry, dit Harry, duc de Sussex, né Henry Charles Albert David le 15 septembre 1984 au St Mary's Hospital de Paddington à Londres, est un membre de la famille royale britannique. Second fils de Charles III, roi du Royaume-Uni de Grande-Bretagne et d’Irlande du Nord et de Lady Diana Spencer, il est le petit-fils de la reine Élisabeth II et du prince Philip, duc d'Édimbourg.
Harry occupe la 5e place dans l'ordre de succession au trône britannique, après son frère aîné le prince William, prince de Galles, et les trois enfants de ce dernier, George, Charlotte et Louis.
De 2010 à 2015, il est pilote d'hélicoptère de l'Army Air Corps après avoir été officier des Blues and Royals et avoir notamment participé à la guerre d'Afghanistan en 2007.
Le 19 mai 2018, Harry épouse la comédienne américaine Meghan Markle et reçoit de la reine le titre de duc de Sussex.
Le 31 mars 2020, le duc et la duchesse de Sussex mettent un terme à leurs obligations envers la famille royale pour mener une existence financièrement indépendante. Ayant renoncé à leurs fonctions royales de représentation et à toute subvention publique, ils conviennent de ne plus utiliser leurs prédicats d'altesse royale,.
Peu après, un conflit éclate entre le couple Sussex et le reste de la famille royale britannique, qui fait l'objet d'une très forte médiatisation.

## Biographie

### Jeunesse et études
À partir de quatre ans, Harry se rend à l'école maternelle Jane Mynors quelques jours par semaine. Deux ans plus tard, il rejoint son frère William à la Wetherby School (en) de Londres, avant d’aller à la Ludgrove School, située dans le Berkshire.
En 1998, il est admis au collège d'Eton. Il y étudie la géographie, l’art et l’histoire de l’art. En juin 2003, il termine ses études à Eton avec deux A-Levels, l’obtention d’un B en art et un D en géographie. Il a abandonné l’histoire de l’art après le niveau AS (Advanced Subsidiary). Il excelle dans les sports, en particulier le polo et le rugby à XV.
Son diplôme en poche, Harry prend une année sabbatique. Il séjourne en Afrique et en Argentine puis en Australie (comme son père dans sa jeunesse) dans une station d'élevage. Il participe à un match de polo opposant l’Angleterre à l’Australie. Il se rend également au Lesotho où il travaille pour des enfants orphelins et produit le film documentaire The Forgotten Kingdom.
Le prince Harry consacre une grande part de son temps libre au sport : polo, rugby à XV, ski et moto-cross[réf. nécessaire].

### Carrière militaire

#### Formation
En formation d’officier à l’académie royale militaire de Sandhurst de mai 2005 à avril 2006, le prince demande à rejoindre les troupes britanniques stationnées à Helmand en Afghanistan, qui combattent les Talibans. Il aurait même menacé, en cas de refus, de quitter l’armée, voire le Royaume-Uni, pour aller vivre en Afrique. Il déclare en 2005 : « il n’est pas question que je passe par Sandhurst puis que je rentre chez moi tout en laissant mes gars aller combattre pour leur pays ».

#### Guerre d’Afghanistan

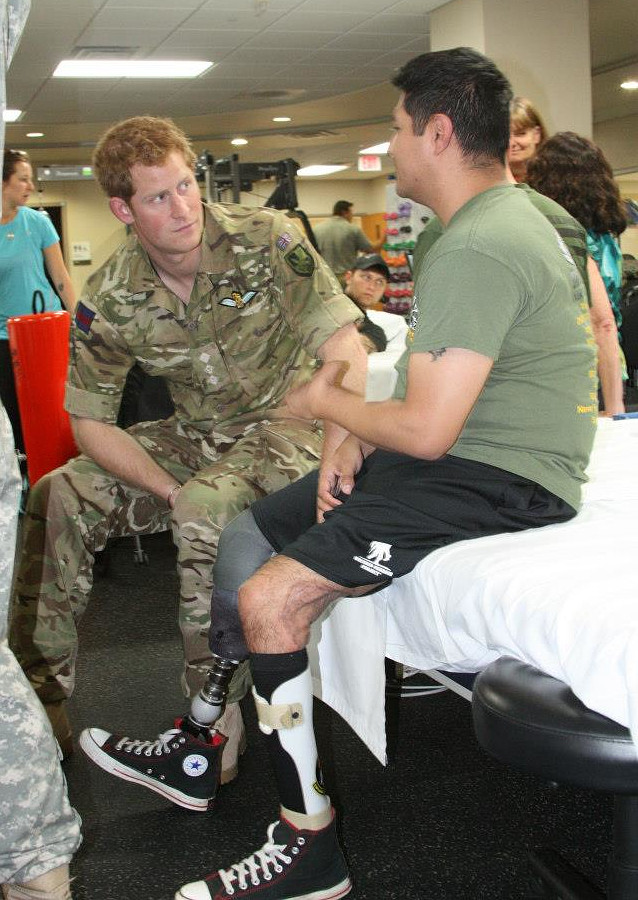
Le prince Harry échange avec un soldat britannique blessé, en 2013.

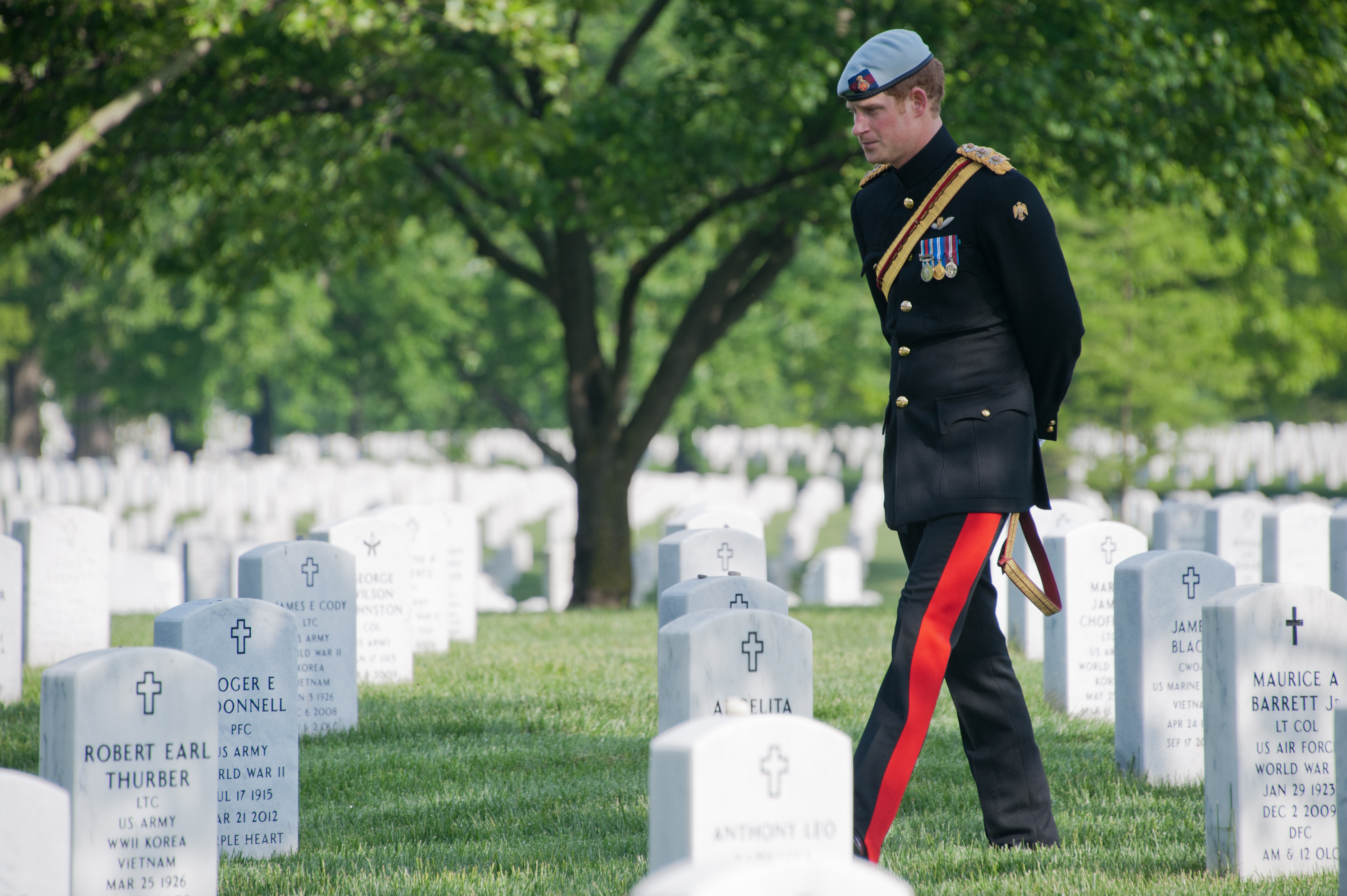
Le prince Harry au cimetière d’Arlington lors de sa visite aux États-Unis en 2013.

En mai 2007, le prince Harry doit rejoindre les troupes britanniques en Irak, mais son engagement est annulé car les autorités militaires craignent que les insurgés ne mettent tout en œuvre pour le capturer. Le général Dannatt décide finalement de l'envoyer servir en Afghanistan, sous réserve de revenir sur sa décision si les circonstances évoluent. Il s'y rend sous la fausse identité de « Harry Wales ».
En février 2008, un site internet américain révèle que le prince Harry se trouve en Afghanistan. Le ministère britannique de la Défense décide de l'en évacuer immédiatement et explique dans un communiqué : « À la suite d'une évaluation précise des risques par la chaîne de commandement, il a été décidé […] de retirer immédiatement le prince Harry d’Afghanistan. Cette décision a été prise principalement parce que la couverture médiatique mondiale de la présence du prince Harry en Afghanistan pourrait avoir un impact sur la sécurité de tous ceux qui sont déployés dans ce pays et présenter des risques pour lui-même en tant que soldat. […]
 Jusqu’au retour au Royaume-Uni du prince Harry, nous demandons aux médias d’éviter de spéculer sur l’endroit où il se trouve, sur le calendrier de son retour et sur l’itinéraire emprunté ». Certains média sont déjà au courant de la présence du prince en Afghanistan mais préfèrent ne pas la révéler.
L'aventure militaire princière aura duré dix semaines. Le Daily Mirror précise : « Il a participé à des patrouilles dans la province dangereuse de Helmand et il a essuyé le feu ennemi comme n’importe quel soldat ». Le 1er mars 2008, le prince Harry rentre au Royaume-Uni (le ministère de la Défense annonce le même jour que le prince William devrait aussi servir au cours de l’année 2008 à bord d’un navire de la Royal Navy qui pourrait être déployé dans l’Atlantique Sud, dans le golfe Persique et dans le Pacifique). Pour ses services en Afghanistan, le prince Harry est décoré par sa tante, Anne, princesse royale, de la médaille du service opérationnel en Afghanistan, à la caserne Combermere à l'ouest de Londres, le 5 mai 2008.

#### Army Air Corps
En octobre 2008, des informations filtrent sur le désir du prince Harry de piloter des hélicoptères militaires. Après avoir passé l’épreuve d’aptitude initiale, Harry, qui utilise le nom d’emprunt « Harry Wales », effectue, pendant un mois, une évaluation en tant que personnel navigant dans l’armée, à l’Army Air Corps Base (en) (AAC, équivalent de l'aviation légère de l'Armée de terre française) de Middle Wallop, à l'issue de laquelle il sera déclaré apte ou non à suivre la formation de pilote d’hélicoptère Apache, Lynx ou Gazelle.
Le prince Harry reçoit ses « ailes » (son brevet de pilote) des mains de son père le 7 mai 2010 lors d’une cérémonie à la base de l’Army Air Corps à Middle Wallop. Le prince fait également savoir qu’il a l’intention de piloter des hélicoptères d’attaque Apache, s’il réussit le difficile cours de formation de pilote de ces appareils. Après quoi, il sera en mesure de reprendre le service actif dans l’une des zones de guerre où l’armée britannique est engagée. Lors de la cérémonie du 7 mai, il troque sa casquette noire et rouge des Blues & Royals pour le béret bleu ciel de l’Army Air Corps, orné de son insigne de l'Household Division.
Le 10 mars 2011, il est annoncé que le prince Harry a réussi son vol test sur Apache. Il reçoit son insigne Apache Flying le 14 avril 2011. Il est promu capitaine en avril 2011 et émet le souhait de retourner en Afghanistan. Il termine sa formation sur hélicoptère Apache par un stage de douze semaines, fin 2011, aux États-Unis. Le 8 juillet 2013, son supérieur hiérarchique, le lieutenant-colonel Tom de la Rue, annonce qu’il a réussi son examen de commandant de bord sur hélicoptère Apache.

#### État-major
En janvier 2014, le prince Harry rejoint l'état-major où il veille à l'organisation de différents événements comme les commémorations de la Première Guerre mondiale ou les Warriors Games (en).

#### Démission de l'armée
Le 16 mars 2015, le prince Harry annonce sa démission de l'armée qu'il quitte à l'été 2015. Il motive sa décision par le fait qu'il ne peut plus jamais servir sur le terrain (pour des raisons de sécurité liées à son statut royal), et qu'une carrière administrative à l'état-major ne lui convient pas. Le prince Harry a servi l'armée britannique pendant 10 ans. Le 19 juin suivant, il quitte l'armée.

#### Grades militaires
- 8 mai 2005 — 13 avril 2006 : Officier cadet
- 13 avril 2006 — 13 avril 2008 : Cornet (sous-lieutenant) (Household Cavalry Blues & Royals)
- 13 avril 2008 — 16 avril 2011 : Lieutenant (Household Cavalry Blues & Royals)
- depuis le 16 avril 2011 : Capitaine (Army Air Corps)
- depuis le 14 mai 2018 : Squadron leader (Royal Air Force)

En décembre 2017, il succède au duc d'Edimbourg comme capitaine général des Royal Marines, poste qu'il quitte le 31 mars 2020.

### Fonctions royales

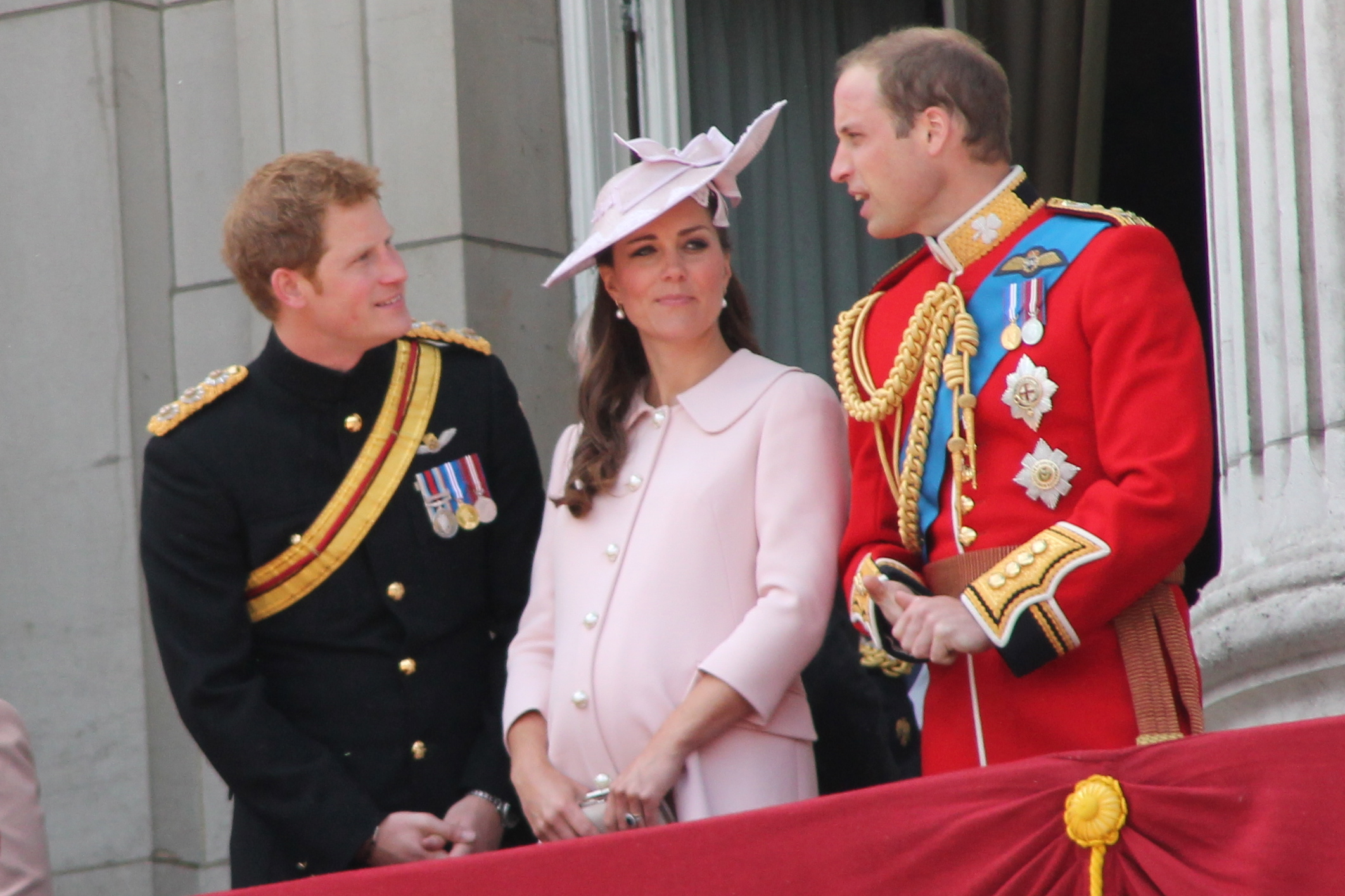
Le prince Harry en compagnie du duc et de la duchesse de Cambridge au balcon du palais de Buckingham lors du Trooping the Colour de 2013.

À l’âge de 21 ans, le prince Harry est nommé conseiller d’État. Il commence à remplir ses devoirs royaux à l’étranger avec sa grand-mère la reine Élisabeth, à la conférence des chefs d’État et de gouvernement du Commonwealth, organisée à Malte en 2005. L’année suivante au Lesotho, il visite à nouveau la maison d’enfants Mants’as près Mohale’s Hoek et, avec le prince Seeiso du Lesotho, lance Sentebale, le fonds des Princes pour le Lesotho, un organisme de bienfaisance en faveur des enfants rendus orphelins par le virus d’immuno-déficience humaine (SIDA). Il accorde également son patronage à d’autres organisations, y compris WellChild, Dolen Cymru, et MapAction. Avec l’aide de Sentebale, Harry et son frère William organisent un concert pour leur mère Diana au stade de Wembley, le 1er juillet 2007. Harry parraine également depuis 2004 l'English Rugby Football Union (RFU).
À travers le sport, Harry aide les organismes de bienfaisance et d’autres organisations qui forment des étudiants à titre d’agent de développement pour la Rugby Football Union. Il participe également à des matches de polo, comme son frère et son père, afin de récolter des fonds pour des organisations caritatives.
Le 6 janvier 2009, Harry et son frère le prince William obtiennent de leur grand-mère, la reine Élisabeth II, leur propre maison royale. Elle fonctionne avec une petite équipe dirigée par sir David Manning, ancien ambassadeur britannique à Washington, comme conseiller à temps partiel pour les princes (auparavant, les affaires de William et Harry étaient traitées par le bureau chez Clarence House à Londres). À cette occasion, l’annonce est faite qu’ils s'installent au palais Saint-James pour s’occuper de leurs activités publiques, militaires et charitables. De nouveaux monogrammes font alors leur apparition sur leur correspondance. Harry en possède un, similaire à celui de son frère ; le sien affiche un H dans un camaïeu de bleu, semblable à celui utilisé par sa mère.
En mars 2011, le prince revient à ses engagements caritatifs et débarque au cœur de l’Arctique, sur l’archipel du Svalbard, pour entreprendre une expédition vers le pôle Nord. L'initiative a pour but de recueillir des fonds pour l’association Walking With The Wounded qui vient en aide aux soldats blessés (rééducation, réinsertion dans le monde du travail, etc.).

### Mariage avec Meghan Markle

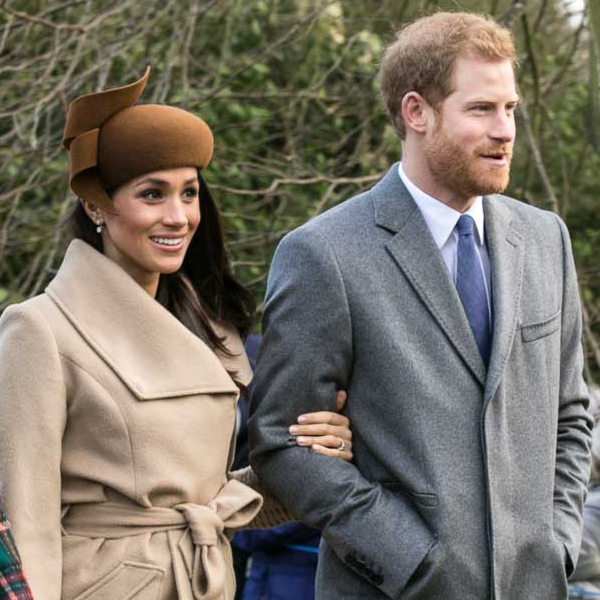
Le prince Harry et son épouse, Meghan Markle en 2017.

Le prince Harry a été en couple de 2004 à 2010 avec Chelsy Davy, fille du riche organisateur de safaris anglo-zimbabwéen Charles Davy, puis de 2012 à 2014 avec Cressida Bonas, fille de l'homme d'affaires Jeffrey Bonas et de lady Mary-Gaye Curzon (fille du 6e comte de Howe).
Le 8 novembre 2016, le palais de Kensington annonce officiellement sa relation avec l'actrice américaine Meghan Markle, de trois ans son aînée, dont il est le compagnon depuis juin 2016,, après avoir été mis en relation par leur amie commune, Violet von Westenholz. 
Un an plus tard, le 27 novembre 2017, le prince Harry annonce leurs fiançailles depuis les jardins du palais de Kensington. Sa fiancée, Meghan Markle, est baptisée et confirmée dans la religion anglicane au cours d'une cérémonie privée, célébrée dans la chapelle royale du palais Saint James et présidée par l'archevêque de Cantorbéry, Justin Welby. 
Ils se marient peu de temps après, le 19 mai 2018, dans la chapelle Saint-Georges du château de Windsor et reçoivent de la reine, le jour-même, les titres de duc et duchesse de Sussex, avec les titres subsidiaires de comte de Dumbarton (en Écosse) et baron Kilkeel (en Irlande du Nord).
Le duc et la duchesse de Sussex sont les parents de deux enfants : 
- le prince Archie de Sussex, né à Londres le 6 mai 2019, sixième dans l'ordre de succession au trône ;
- la princesse Lilibet de Sussex[30], née à Santa Barbara le 4 juin 2021, septième dans l'ordre de succession au trône.

À la suite du couronnement du roi Charles III, le prince Harry et son épouse décident de changer le nom de famille de leurs enfants, Archie et Lilibet, en utilisant comme référence leurs titres royaux, troquant leur nom de famille « Mountbatten-Windsor » pour celui de « Sussex »,,,.

### Départ de la famille royale et conflits
En janvier 2020, le prince Harry et son épouse annoncent leur intention de prendre leur indépendance financière en renonçant à l'essentiel de leurs engagements publics et de vivre entre l'Amérique du Nord et l'Angleterre, un évènement bientôt surnommé « Megxit,». Ils conservent leur titre de duc et duchesse de Sussex mais renoncent à leur prédicat d'altesses royales (sans toutefois en être déchus), ainsi qu'à toute rémunération publique, n'étant plus actifs au sein de la famille royale à partir du 31 mars 2020.
Ils perdent aussi le droit à l'utilisation du mot « royal » et leur protection policière d'état. Le couple doit en outre payer un loyer pour Frogmore Cottage, un manoir dans le parc de Windsor qui reste leur base britannique, et rembourser aux contribuables anglais les 2,4 millions de livres (2,8 millions d'euros) dépensés pour sa rénovation. Toutefois, la reine Élisabeth s'est dite toujours prête à les accueillir s'ils changent d'avis.
Installés quelques mois à Vancouver (Canada), ils s'établissent à Los Angeles (Californie) où vit la mère de Meghan et près d'Hollywood où Meghan compte reprendre sa carrière.

#### Entretien avec Oprah Winfrey
Le 7 mars 2021, à la suite de leur retrait de la famille royale, Harry et son épouse Meghan accordent une interview polémique menée par Oprah Winfrey sur CBS et au cours de laquelle ils lancent plusieurs accusations contre la famille royale et se posent en victimes de l'institution monarchique,. L'émission marque le début d'un conflit ouvert entre le couple et le reste de la famille royale britannique. À la suite de l'interview, un sondage révèle que le prince Harry atteint un record d'impopularité au Royaume-Uni, avec 48 % d'opinions négatives, contre 45 % de positives. 

#### BetterUp
En mars 2021, Harry rejoint la start-up californienne BetterUp, spécialisée en accompagnement et en santé mentale, comme « Chief Impact Officer ». Sa contribution au fonctionnement de l'entreprise et son salaire sont l'objet de vives critiques.

#### Mort d'Élisabeth II
À la suite du décès de la reine Élisabeth II en septembre 2022, le nouveau roi Charles III donne une allocution au cours de laquelle il exprime son amour pour Harry et son épouse dans une optique d'apaisement et de réconciliation dans le conflit qui oppose le couple au le reste de la famille royale.

#### Netflix et Spotify
En 2020, Harry et Meghan signent un contrat pluriannuel avec Spotify qui prend fin prématurément en 2023 dans des conditions houleuses. Si Meghan parvient à publier douze épisodes de son podcast Archetypes, Harry ne produit aucun contenu pendant les trois années de sa relation avec Spotify, ses propositions d'interviewer des leaders comme Vladimir Putin et Donald Trump étant rejetées.
En décembre 2022, Netflix diffuse les premiers épisodes de la série documentaire Harry & Meghan, dans laquelle Harry et son épouse réitèrent leurs critiques contre la famille royale qu'ils accusent notamment de trahison, de mensonges et de ne pas les avoir protégés lui et sa femme,,. La série fait scandale au Royaume-Uni où Harry et son épouse atteignent des records d'impopularité et connaît un faible succès critique aux Etats-Unis.
En 2024, Harry et Meghan produisent pour Netflix Polo, un documentaire visant à mieux faire connaître ce sport aux Etats-Unis. Très mal reçu par la critique,, le programme ne cumule que 500 000 vues à la fin juin 2025.

## Activités humanitaires

### Patronage et projets propres
En tant que membre de la famille royale, le prince Harry devient, seul ou en compagnie de son frère, patron de plusieurs organisations ou opérations caritatives, dont WellChild et le London Marathon Charitable Trust. Il soutient également l'association de vétérans invalides de guerre Walking With The Wounded, et le Centre Kananelo pour les sourds près de Maseru où il apprend l'Alphabet dactylologique en langue des signes, 
Il va aussi participer à ou développer lui même des œuvres caritatives, sa notoriété aidant à faire connaître les enjeux traités par ces structures et à attirer les donateurs. Trois organisations vont connaître une couverture particulière : Sentebale, opérant au Lesotho d'abord par le biais d'un orphelinat, les Jeux Invictus, jeux multisports internationaux pour soldats blessés et handicapés, et African Parks, une association de protection de la nature en Afrique dont il devient le président.

### Archewell
Le 7 avril 2020, après avoir pris leur indépendance à l'occasion du Megxit qui a fait perdre à Harry de nombreux patronages dont il avait la charge, le prince et Meghan dévoilent le nom de leur future fondation « Archewell », du grec ancien archè, qui signifie « source de l'action » et qui leur a inspiré le prénom de leur fils Archie.

## Controverses et polémiques

### L'enfant terrible
Dès l'adolescence, le prince se fait remarquer pour ses frasques. Les médias le qualifient d’« enfant terrible », la presse à scandale le surnomme « Dirty Harry ». À 17 ans, la presse people mentionne sa consommation de cannabis, puis des altercations avec des paparazzis au sortir de boîtes de nuit, excès de boissons (gin à la cuillère…) et autres dérapages.
Début janvier 2005, il est photographié déguisé en nazi à un bal masqué, deux semaines avant les cérémonies de commémoration du génocide juif au Royaume-Uni. Le 11 janvier, le tabloïd The Sun publie la photo en première page sous le titre « Harry the Nazi », ce qui provoque un scandale dans le monde entier. Quelques jours plus tard, le prince présente ses excuses par l’intermédiaire d’un porte-parole.
En janvier 2009, le tabloïd britannique News of the World dévoile une vidéo dans laquelle le prince appelle « our little Paki friend » un soldat d’origine pakistanaise. Ses termes sont qualifiés par le premier ministre David Cameron d’« inacceptables » et par le Daily Telegraph de « racistes ».
En août 2012, il est photographié nu dans la suite d'un hôtel à Las Vegas en compagnie de plusieurs jeunes femmes également dénudées.
En avril 2017, le prince Harry explique ses frasques passées par un traumatisme psychologique dû à la mort de sa mère. Il explique au Daily Telegraph qu'il a mis des années à se reconstruire, avec l'aide de thérapeutes et de son frère. Il affirme : « Je peux dire sereinement que perdre ma mère à 12 ans et bloquer toutes mes émotions pendant ces vingt dernières années a provoqué des conséquences sérieuses sur ma vie personnelle, mais aussi dans mon travail ».

### Conflits avec la famille royale
Le 8 décembre 2022, un documentaire sur le quotidien du couple est mis en ligne sur la plateforme Netflix. Il retrace deux ans de leur vie sous forme de mini-série dans laquelle les Sussex réitèrent notamment leurs violentes critiques contre la famille royale britannique déjà formulées dans l'interview accordée à Oprah Winfrey en 2021. La série fait scandale au Royaume-Uni où elle fait l'objet de sévères critiques de la totalité des média qui qualifient les propos qu'Harry y tient d'« indécents » ou de « manque puéril de respect ». En France, Le Point qualifie la série de « pleurnicheries », Telerama estime de son côté qu'elle est « soporifique à souhait ».
À la suite des propos tenus par Harry dans la série, un député britannique, Bob Seely, annonce déposer un projet de loi pour priver Harry et Meghan de tous leurs titres en lien avec la monarchie britannique.

### Le Suppléant(2023)
En 2023, Harry publie Le Suppléant, autobiographie co-écrite avec J.R. Moehringer dans laquelle il revient notamment sur son enfance, son adolescence, sa carrière militaire, ses relations familiales et amoureuses et le Megxit. Le livre est un succès de librairie mondial,, vendu à plus de 3 millions d'exemplaires. Mais le ton très cru, la révélation de vifs conflits familiaux jusque-là tenus secrets et sa lecture à charge du fonctionnement de la royauté accompagnée d'attaques frontales contre ses membres créent des remous considérables au Royaume-Uni,,, où il lui est reproché de vouloir affaiblir la monarchie. La fiabilité de ses souvenirs est également mise en question,,.

## Affaires judiciaires

### Conflits avec la presse
Le prince Harry émet régulièrement de vives critiques contre la presse à scandale britannique, qu'il accuse notamment d'être responsable de la mort de sa mère. En 2023, il engage un procès contre le groupe MGN, éditeur du Daily Mirror dont il affirme qu'il a organisé des écoutes illégales de ses communications téléphoniques afin de publier des informations sur sa vie privée pendant près de 15 ans jusqu'en 2010. Le procès se déroule dans un contexte plus large d'accusations de même nature contre les tabloïds britanniques et vient plusieurs années après que la famille royale eut, selon les dires de Harry, conclu un accord privé et financier avec des titres de presse à la suite d'écoutes illégales avérées visant d'autres membres de la famille royale dont le prince William et Kate Middleton.

### Plainte contre le ministère de l'Intérieur britannique
Lors de son interview avec Oprah Winfrey en mars 2021, alors qu'il est installé aux Etats-Unis, Harry dit « ne pas se sentir en sécurité quand il vient au Royaume-Uni ». Il demande au ministère de l'Intérieur britannique qu'il lui rende la protection policière systématique dont il disposait avant son retrait, quitte à y contribuer financièrement. À la suite du refus du ministère, les avocats d'Harry entament une procédure judiciaire pour tenter de faire changer la décision. Début 2024, la Haute Cour de Londres donne raison au ministère, jugeant que la protection dans les conditions demandées par Harry n'est pas justifiée. Après un appel rejeté, Harry est condamné à payer l'essentiel des frais de justice, les siens propres et ceux du Ministère de l'Intérieur. Il dépose un recours et se voit débouté le 2 mai 2025, le juge estimant ses arguments non fondés légalement. Il accorde le même jour un entretien à la BBC dans lequel il réaffirme avoir été traité injustement.

## Biens et revenus

### Période royale
Le duc et la duchesse de Sussex annoncent en janvier 2020 qu'ils veulent cesser d'être des membres actifs de la famille royale et « travailler » pour être financièrement indépendants. Les comptes du prince Charles suggèrent qu'environ 5,6 millions de livres ont été dépensés pour financer les activités du couple et du duc et de la duchesse de Cambridge de l'année[Laquelle ?] jusqu'en mars 2020. Le duc et la duchesse ont tous deux une richesse personnelle considérable. Le prince William et le prince Harry ont reçu l'essentiel de la fortune de 20 millions de livres sterling laissée par leur mère, la princesse Diana. Le prince Harry aurait également hérité des millions de livres de son arrière-grand-mère, la reine mère, selon le correspondant royal de la BBC.
Avant de décider de se retirer de leurs fonctions royales, 95 % des revenus du couple proviennent des revenus du prince Charles du duché de Cornouailles. Cette part des revenus du duché – un peu plus de 5 millions de livres au total en 2018/19 – couvre les fonctions publiques du prince Harry et de la duchesse de Sussex, ainsi que celles du duc et de la duchesse de Cambridge, et certains de leurs frais privés. Le couple annonce en septembre qu'il a remboursé le coût de 2,4 millions de livres sterling dépensés pour la rénovation de leur maison, Frogmore Cottage à Windsor, une facture initialement payée par le contribuable britannique.

### Période post-royale
Ne percevant plus de dotation de la couronne britannique depuis leur prise de distance, Meghan Markle et le prince Harry se  lancent dans plusieurs activités rémunérées. En juin 2020, ils signent un contrat avec l'agence Harry Walker qui est chargée de gérer et « monétiser » leurs prises de parole. Pour chaque conférence donnée, le prince Harry devrait toucher près d'un million de dollars. En septembre de la même année, le couple signe un contrat pluriannuel avec Netflix en vue de produire des séries, documentaires ou encore des programmes pour enfants. Ce contrat est estimé à quelque 100 millions de dollars. Fin 2020, un contrat est signé avec Spotify à hauteur de 20 millions de dollars ; il prend fin prématurément en 2023.
En mars 2021, le groupe ViacomCBS aurait déboursé entre 7 et 9 millions de dollars pour s'arroger les droits de diffusion d'une interview choc de deux heures de Meghan Markle et du prince Harry par Oprah Winfrey selon The Wall Street Journal. Ce dernier précise que le couple n'aurait perçu aucune rémunération pour cet entretien. 
Le même mois, Harry rejoint Betterup, une start-up de la Silicon Valley, spécialisée en coaching et en santé mentale, en tant que Chief Impact Officer, avec un salaire annuel proche du million de dollars. Toutefois, certains employés de l'entreprise disent douter de l'utilité de ce poste, affirmant que le recrutement du Prince Harry a été fait à des fins de pur marketing,.
Le couple vit dans le quartier de Santa Barbara au nord-ouest de Los Angeles et a contracté un emprunt de 9,5 millions de dollars pour acheter leur maison, vendue au prix de 14,7 millions.

## Titres et honneurs

Monogramme du prince Harry

### Titulature complète
En tant que petit-fils de la souveraine, il est prince du Royaume-Uni de Grande-Bretagne et d'Irlande du Nord avec le prédicat d'altesse royale. À sa naissance, le prince Henry porte le nom de l'apanage de son père, c'est-à-dire de Galles (Wales). Le matin de son mariage, le 19 mai 2018, Harry est titré par la reine Élisabeth II. Sa titulature complète est depuis « Son Altesse Royale le prince Henry Charles Albert David, duc de Sussex, comte de Dumbarton, baron Kilkeel ».
Il est successivement connu sous les titres suivants :
- 15 septembre 1984 - 19 mai 2018 : Son Altesse Royale le prince Henry de Galles (naissance) ;
- depuis le 19 mai 2018 :  Son Altesse Royale le duc de Sussex.

À partir du 31 mars 2020, il n'utilise plus son prédicat d'altesse royale, n'étant plus actif au sein de la famille royale.

### Armes
À sa majorité, comme il est de coutume dans la famille royale britannique, le prince Harry se voit accorder ses propres armoiries par sa grand-mère la reine Élisabeth II. De manière traditionnelle, il s’agit des armes du Royaume-Uni, brisées par un lambel à trois pendants et comportant un élément des armoiries de sa mère (les coquilles Saint-Jacques présentes sur les blasons de la maison Spencer). Son frère, le prince William, arbore le même type de blason mais sans les éléments maternels depuis son accession au rang de prince héritier.
| Blason | Blasonnement : Écartelé, en I et IV de gueules aux trois léopards d'or, en II d'or, au lion de gueules, au double trescheur fleuronné et contre-fleuronné du même et en III d'azur, à la harpe d'or, cordée d'argent [Royaume-Uni], un lambel à trois pendants d’argent brochant sur la partition, chargés d’une coquille de gueules [Spencer]. |

### Médailles
- 6 février 2002 : médaille du jubilé d’or d'Élisabeth II
- 5 mai 2008 : médaille du service opérationnel en Afghanistan
- 6 février 2012 : médaille du jubilé de diamant d'Élisabeth II[104]
- 6 février 2022 : médaille du jubilé de platine d'Élisabeth II
- depuis le 6 mai 2023 : médaille du couronnement de Charles III

### Ordres

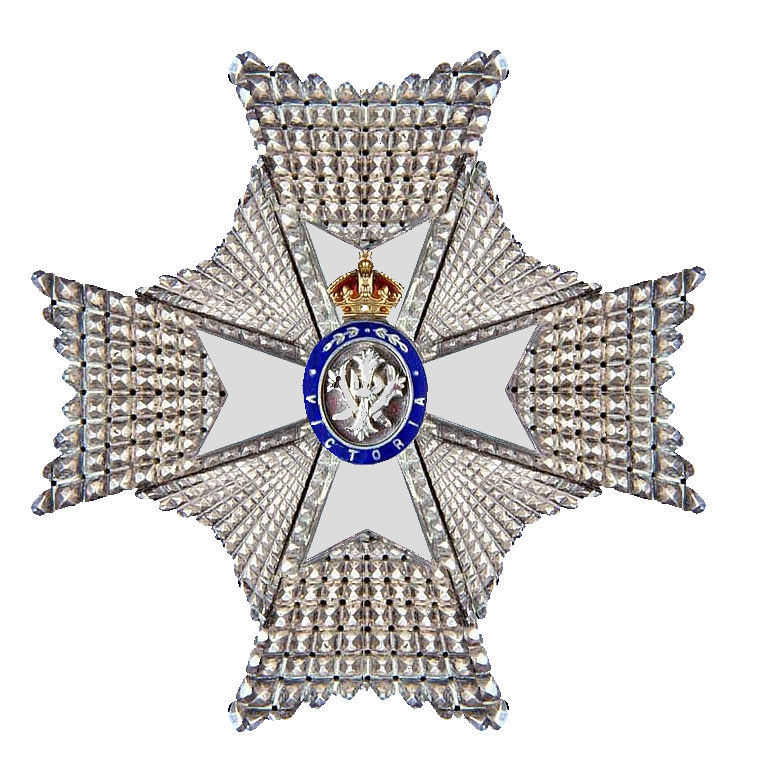
Insigne de KCVO

- 4 juin 2015 : Chevalier commandeur de l'ordre royal de Victoria (KCVO)

### Distinctions militaires

#### Canada
- 10 novembre 2009 : officier honoraire des Rangers canadiens

#### Royaume-Uni
- 3 octobre 2008 - 19 février 2021 : commandant honoraire de RAF Honington
- 8 août 2006 - 19 février 2021 : commodore en chef des Small Ships and Diving, Royal Navy